# Centro Marxista Revolucionário Internacional
O Centro Marxista Revolucionário Internacional (CMRI) foi uma associação internacional de partidos de esquerda socialista. Os partidos membros rechaçavam tanto a Segunda como a Terceira Internacional.

## Historia da organização
O CMRI foi formado en 1932, depois de uma polemica reunião na Conferência da Internacional Operária e Socialista em Viena em 1931. O CMRI era conhecido por vários nomes. Inicialmente foi denominada como Comitê de Partidos Socialistas Revolucionários Independentes e mais tarde Bureau Internacional da Unidade Socialista Revolucionária, apesar de que nesta época era geralmente conhecida simplesmente como o Bureau de Londres (apelidado por alguns de 3½ Internacional), em analogia à antiga 2½ International de 1921-1923), isso apesar de seu quartel general ser transladado de Londres para Paris em 1939 (já que além da direção da seção francesa, o comitê central de outros cinco partidos exilados estavam localizados nesta cidade). Sua juventude estava organizada na Oficina Internacional de Organizações Juvenis Revolucionárias.
Durante certo tempo, o CMRI esteve próximo do movimento trotskista e da Oposição de Esquerda Internacional. No início da década de 1930, Trotsky e seus partidários acreditavam que a influência de Stalin sobre a Terceira Internacional poderia ser combatida internamente, retrocedendo-a lentamente. Por isso se organizaram na Oposição de Esquerda em 1930, com a intenção de ser um grupo de dissidentes antiestalinistas dentro da Terceira Internacional. Os partidários de Stalin, que dominavam a Internacional, não toleraram mais a dissidência. Todos os trotskistas, e os suspeitos de serem influenciados pelo trotskismo, foram expulsos .
Trotsky apontava que a política do Comintern do Terceiro Período contribuiu para que Adolf Hitler ascendesse ao poder na Alemanha, e que seu giro para a política de Frente Popular (com a intenção de unir todas as forças aparentemente antifascistas) semeava ilusões no reformismo e no pacifismo "deixando o caminho livre para o giro fascista". Em 1935 Trotsky constatou que o Comintern caíra irremediavelmente nas mãos da burocracia estalinista .  Ele e seus partidários, expulsos da Terceira Internacional, participaram de uma Conferencia do Bureau de Londres. Três dos partidos desta organização se uniram a Oposição de Esquerda na assinatura de um documento escrito por Trotsky onde conclamava a necessidade da construção da  Quarta Internacional, que seria conhecida como a Declaração dos Quatro . Destes, dois se distanciaram logo após o acordo, mas o neerlandês Partido Socialista Revolucionário trabalhou com a Oposição de Esquerda Internacional até a formação da Liga Comunista Internacional.
Esta posição causou protestos de Andrés Nin e outros membros da Liga que não apoiavam a ideia de convocar uma nova Internacional. Este grupo priorizava o reagrupamento com outras oposições comunistas, principalmente a Oposição Comunista Internacional (OCI) e o reagrupamento que formou o Bureau Internacional para a Unidade Socialista Revolucionaria. Trotsky considerava essas organizações como centristas. Apesar da opinião de Trotsky, a seção espanhola se fundiu com a seção espanhola da OCI, formando o Partido Operário de Unificação Marxista (POUM). Trotsky declarou que esta fusão era uma capitulação perante o centrismo . O Partido Socialista Operário da Alemanha, uma divisão de esquerda do Partido Social-Democrata da Alemanha fundado em 1931, cooperou com a Oposição de Esquerda Internacional por um breve período em 1933 ainda que logo abandonaria o movimento por uma nova Internacional.
O Secretariado do Centro Internacional permaneceu com o Partido Trabalhista Independente (ILP) da Grã Bretanha durante o período entre 1932 e 1940. Fenner Brockway, líder do ILP, foi seu presidente durante a maior parte deste período, sendo substituído em 1939 por Julián Gorkin do POUM.  Neste momento, o Centro contava com partidos membros em mais de 20 países, incluindo los Países Baixos, Austria, Checoslováquia, os Estados Unidos e o Mandato Britânico da Palestina.

## Partidos membros
- Alemanha        -  Sozialistische Arbeiterpartei Deutschlands (SAPD - Partido Socialista Operário da Alemanha) (até meados da década de 1930: separou-se do Centro por divergências sobre a questão do apoio às Frentes Populares, a qual se opunha o ILP)
- Alemanha        - Partido Comunista da Alemanha - Oposição (Observador, não filiado)
- Alemanha        - Neuer Weg (fração opositora dentro do SAPD) (desde meados da década 1930)
- Áustria         - Frente Vermelha dentro do Partido Socialista Revolucionário da Áustria
- Espanha         -  Partido Obrero de Unificación Marxista (POUM - Partido Operário de Unificação Marxista)
- Estados Unidos  -  Independent Labor League of America (ILLA - Liga Operária Independente da América) (desde 1938)
- Estados Unidos  - Liga por um Partido Operário Revolucionário
- França          - Parti d'Unité Prolétarienne (PUP - Partido da Unidade Proletária)(até 1937)
- França          - Parti Socialiste Ouvrier et Paysan (PSOP - Partido Socialista Operário e Camponês)
- Grã Bretanha    - Independent Labour Party (ILP - Partido Trabalhista Independente)
- Grécia          - Partido Arquimarxista Comunista da Grécia (ΚΑΚΕ) (desde 1939)
- Noruega         - Det Norske Arbeiderparti (DNA - Partido Trabalhista Norueguês) (até 1933)
- Países Baixos   - Onafhankelijke Socialistische Partij (OSP - Partido Socialista Independente) (até 1935)
- Países Baixos   - Revolutionair-Socialistische Arbeiderspartij (RSAP - Partido Socialista Revolucionário) (desde 1935)
- Palestina       - Mifleget Poalei Eretz Israel (Mapai - Partido Operário da Palestina)
- Palestina       - Hashomer Hatzair
- Polônia         - Liga Operária Judia Geral da Polônia
- Polônia         - Partido Operário Socialista Independente
- Romênia         - Partido Socialista Independente
- Suécia          -  Socialistiska Partiet (SP - Partido Socialist) (desde 1933)